# لولا للسيارات
شركة لولا للسيارات العالمية المحدودة(بالإنجليزية: Lola Cars International Ltd)‏ هي شركة هندسة سيارات سباق بريطانية عملت من 1958 إلى 2012. أسس الشركة إريك برودلي في هانتينجدون بإنجلترا واستمرت في العمل لأكثر من خمسين عامًا لتصبح واحدة من أقدم وأكبر الشركات المصنعة لسيارات السباق في العالم. بدأت لولا للسيارات ببناء سيارات رياضية صغيرة ذات محرك أمامي، وانضوت في سيارات الفورميلا جونيور قبل التنويع في مجموعة أوسع من السيارات الرياضية. في عام 1998 اشترى مارتن بيران لولا بعد محاولة لولا ماستركارد غير الناجحة في فورمولا 1.
كانت لولا للسيارات علامة تجارية لمجموعة لولا، التي جمعت بين شركة تصنيع قوارب التجديف السابقة ولولا ألينجز و لولا للمركبات المتخصصة في إنتاج ألياف الكربون. بعد فترة من الإدارة تحت الإفلاس، توقفت لولا للسيارات العالمية عن التداول في 5 أكتوبر 2012. تم شراء العديد من أصول لولا لاحقًا من خلال شراكة مؤلفة من شركة المتعددة للهندسة وشركة كارل أي هاس لسيارات.